# Józefina Leroux
Ann-Joseph Leroux (ur. 23 stycznia 1747 w Cambrai; zm. 23 października 1794 w Valenciennes) – francuska błogosławiona Kościoła katolickiego, męczennica, ofiara prześladowań antykatolickich okresu francuskiej rewolucji.
W bardzo młodym wieku wstąpiła do klasztoru klarysek, a w 1767 roku złożyła śluby zakonne. Podczas rewolucji francuskiej, w 1791 roku władze zmusiły siostry do opuszczenia klasztoru - wówczas zamieszkała razem z rodzicami. Po wznowieniu działalności przez urszulanki w Valenciennes dołączyła do tej grupy, której w przebywała jej rodzona siostra, Maria Scholastyka. Gdy doszło do prześladowań katolików, pozostała w klasztorze do aresztowania tj. 1 września. Wyrokiem trybunału rewolucyjnego została skazana na śmierć i zgilotynowana 23 października. Przed egzekucją wybaczyła swoim katom przez ucałowanie rąk, a na szafot wzorem męczenników wczesnochrześcijańskich weszła odważnie i z pogodą.
Wspominana jest w dzienną rocznicę śmierci.
Proces informacyjny w diecezji Cabrai toczył się od 15 listopada 1900 do marca 1903 roku. Dekret o braku wcześniejszego publicznego kultu Sług Bożych  (non cultu) ogłoszony został 27 listopada 1907, a dekret o męczeństwie - 6 lipca 1919 roku.
Beatyfikacji Marii Klotyldy od św. Franciszka Borgiasza Paillot dokonał 13 czerwca 1920 roku papież Benedykt XV w grupie Męczennic z Valenciennes.